# Praon lemantinum
Praon lemantinum är en stekelart som beskrevs av Marie Clément Gaston Gautier 1922. Praon lemantinum ingår i släktet Praon och familjen bracksteklar. Inga underarter finns listade i Catalogue of Life.